# جنون العظمة
جنون العظمة مصطلح يصف حالة من الاعتقاد حيث يبالغ الإنسان بوصف نفسه بما يخالف الواقع فيدعي امتلاك قابليات استثنائية وقدرات جبارة أو مواهب مميزة أو أموال طائلة أو علاقات مهمة. استخدم هذا المصطلح من قبل أهل الاختصاص في وصف حالات مرضية يكون جنون العظمة عارضا فيها كما هو الحال في بعض الأمراض العقلية.
حالة مرضية ذهانية (مرض عقلي) تتميز بالهذيان الواضح والمستمر أي يميزها مجموعة ثابتة منتظمة من الهذيان كما يسيطر على المريض مجموعة من المعتقدات الثابتة.يتركز هذيان مريض البارنويا على مشاعر العظمة ومشاعر الاضطهاد ويعيش افكارا متسلطة تسبب له الهذيان ولكنها لا ترتبط بالهلوسات.يبدو كلام المريض منطقيا فالبارانويا عبارة عن اعتقاد جازم بفكرة خاطئة فهي حالة نفسيّة مرضيّة يملك المصاب بها جهازاً عقائدياً معقّداً وتفصيلياً يتمركز حول أوهام واقعية لها، هذه الأوهام تقنعه بأنه مضّطهد من قبل الآخرين وبأنّ السبب الرئيسي لاضطهاده من قبلهم هو كونه شخص عظيم ومهمّ للغاية.

## استخدام المصطلح
تعدى استخدام هذا المصطلح استعماله الطبي فأصبح شائعا في المجتمعات بحيث امتد استخدامه إلى وصف حالات تكون للأمراض النفسية والاجتماعية دورا فيها.
جنون العظمة عقلي المنشأ وهو عارض لمرض عقلي صرف كمرض الاضطراب الوجداني ثنائي القطب، الذي يكون المريض فيه مرتفع المزاج، كثير الحركة والضحك والفكاهة يصرف ما في جيبه ويدعي بقابليات ليس لها وجود. كما يعتبر جنون العظمة عارضا وعلامة من علامات مرض فصام الشخصية (الشيزوفرينيا)، أو قد يكون مرض مستقل بحد ذاته وليس عارض لمرض. المريض عادة يعتقد بشكل قاطع بامتلاكه صفات غير واقعية وعظمة وهمية ولا يقتنع بمخالفة الآخرين له في هذا المضمار.
في مرض فصام الشخصية يعاني الفصاميون من جملة من الأوهام والضلالات تكون عادة (حسّية) و(اعتقادية). ففي الوهم الحسّي قد يسمع المريض أصوات غير موجودة أو يرى أشياء غير واقعية أو يشم ويلمس ويتذوق ما لا حقيقة له. يتلاكم البعض مع الهواء أو يبكي ويلطم بدون سبب أو قد يضحك ويقهقه حسبما يرى ويسمع ويحس من أمور لا واقع لها. وقد تكون الضلالة في الاعتقاد، كـ “الاعتقاد الاضطهادي” حيث يتصور المريض أن من يضحك مع زميله إنما يضحك عليه ومن يتهامس فإنه يتهامس عليه وأن الناس حوله منهمكون في صنع المؤامرات ضده.
كما تشمل ضلالات الاعتقاد أيضا ما يعرف بـ ” جنون العظمة” أي وهم الاعتقاد بالعظمة، فيعتقد المريض وبشكل قاطع بأنه حالة استثنائية فوقية تختلف عمّا سواها وتتفوق بقدرات ومواهب قد تكون خارقة. فقد يتصور نفسه، على سبيل المثال وليس الحصر، بأنه مسؤول سياسي مهم أو قيادي في الحزب من الدرجة الأولى أو أنه من أقارب رئيس الوزراء أو من المقربين له، أو أنه تاجر ثري يملك الكثير من الثروة والمال أو أنه فيلسوف في عصره وحكيم في زمانه وأديب لا يضاهى أو أمير للشعراء أو أحد علماء الكون ومنظرية أو رجل من رجال الدين المنزهين حتى قد تقوده الهلاوس والضلالات إلى أن يدعي النبوة أو الإمامة في بعض الأحيان.

## أسباب المرض

### أسباب وراثية وأسرية
لوحظ وجود اضطرابات عقلية لدى جميع اسر مرضى البارانويا،[بحاجة لمصدر] ووجود سلوكيات غير جيدة لدى أفراد هذه الاسر. وقد تكون هذه العوامل وراثية ولكن قد تكتسب كذلك من الأسباب: اضطراب الجو الاسري والتسلط في الاسرة و التوترات الزائدة وتنشأ البارانويا في بيئة تتصف بالانعزالية مما يجعل الشخصية مهيأة لبناء منظومة هذائية

### أسباب عضوية
عقاقير تسبب أعراض شبيهة بالبرانويا مثل الامفيتامين وبعض اقراص الهلوسة.وقد تنشا أيضا لوجود اعاقة بدنية مثل كف البصر أو شلل الأطفال أو الصمم ويلاحظ ان الإعاقة الجزئية أكثر اثارة لأعراض المرض من الإعاقة الكلية.

### أسباب نفسية
صدمة تعرض الفرد لاهتزاز عميق في قيمه ومثله الإحباط، مواقف الفشل، الصراع النفسي بين رغبات الفرد في اشباع رغباته وخوفه من الفشل في اشباعها.وترى النظرية السلوكية ان البارانويا تنتج من تعلم خاطئ لبعض العادات السلوكية الخاطئة.

## أعراض المرض
يكون الشخص المُصاب بالهوس كثير الكلام، لا يتوقف عن الحديث وينتقل من موضوع إلى موضوع آخر دون أن يكون هناك رابط بين المواضيع التي يتحدث فيها. ويكون أيضاً كثير الحركة قليل النوم، وقد لا ينام لعدة أيام وهذا الأمر قد يؤدي بالمريض إلى الإجهاد الشديد مما قد يقود إلى الوفاة في بعض الحالات التي يقوم فيها المريض بالحركة المستمرة دون أخذ قسطٍ من الراحة أوالنوم.
قد يُصيب هذا المرض الأشخاص في أي مرحلة عمرية. وأحياناً يأتي هذا المرض لأشخاص ذوي مكانة علمية أو اجتماعية في مجتمعهم ويجعل الناس مشوشين بالنسبة له. وربما لأن بعض الناس لا يعرفون المرض فقد يظنون بأن هذا الشخص يتعمّد القيام بهذه الإدعاءات وقد يتعرض للإيذاء من قبل العامة الذين يستشيط بهم الغضب لإدعاء شخص ما بأنه نبي أو أنه المهدي المنتظر أو بأنه عيسى بن مريم. ولا يقتصر الأمر على الإدعاء بأمورٍ دينية ولكن ربما أدعّى المريض بأنه شخصية سياسية كبيرة أو أنه أمير أو ملك أو وزير. وقد حدثت حادثة طريفة في السودان قبل عدة عقود، إذ كان هناك تغيير وزاري وجاء رجل إلى وزارة المالية وهو يرتدي ملابس فخمة وأخبر الحراس بأنه الوزير الجديد للمالية وصدّق الجميع بأنه الوزير الجديد للمالية وذهب إلى مكتب الوزير وجلس على مقعده. ولكن القضية انتهت بعد وقتٍ قصير حينما جاء الوزير الحقيقي وتم أخذ المريض إلى مستشفى الأمراض النفسية.
و يدّعي المصابون بجنون العظمة بأنهم أصحاب اكتشافات علمية هامة، أو أنهم أطباء لهم باعٌ طويل في تخصص مُعقد وقد يخدع بعضهم عامة الناس خاصةً في القرى والأرياف ولكن غالباً ما ينكشف أمره ويؤخذ إلى المكان الصحيح وهو مستشفى الأمراض النفسية.

## جنون العظمة :أحد أعراض مرض الفُصام
جنون العظمة قد يكون أيضاً أحد أعراض مرض الفصام. فمريض الفصام قد يُعاني من ضلالات، وهنا تكون أشد وأصعب، فمريض الفُصام إذا كانت لديه ضلالة بأنه نبي أو أنه المسيح أو المهدي المنُتظر، فإنه يتصرف وفق ما يعتقده، وقد يكون يُشكّل خطراً على الآخرين إذا اعترضه أحد أو كذبّه شخص لا يعرف طبيعة مرض الفصُام فقد يكون شرساً وعدوانياً بصورةٍ خطرة.
وقد يدّعي مريض الفُصام بأنه مثلاً من العائلة المالكة، رغم أنه يكون من دون مأوى ومُشرّدا في الشوارع يقتات من الفضلات في حاويات القمامة ومع ذلك يُصر على أنه من العائلة المالكة، ويطلب من الآخرين أن يعاملوه كفردٍ من الأسرة المالكة كما حدث لمريض في مدينة لندن من المُشرّدين في الشوارع والذي يُصر على أنه ابن عم الملكة وهو يتسول ويأكل من القمامة وملابسه رثة ممزقة وينام على الرصيف أو في محطات قطار الأنفاق ويصرخ بشكلٍ هستيري بأنه أحد أفراد الأسرة المالكة البريطانية وأنه سوف يذهب ليأخذ مكانه في قصر باكنجهام مع قريبته الملكة.

## العلاج
إذا كان جنون العظمة نتيجة مرض عقلي، مثل مرض الاضطراب الوجداني ثُنائي القطب، فعندئذ يجب إدخال المريض إلى مستشفى نفسي أو قسم نفسي لكي يُعالج المرض المُسبب. فيُعطى المريض أدوية مضادة للذُهان وأدوية مهُدئة لكي يستريح من كثرة الحركة ولا يتعرض للإجهاد ويؤدي ذلك إلى أمور لا تُحمد عقباها. يجب أن يستمر المريض على العلاج لفترةٍ طويلة. أما إذا كان المريض مُصاباً بالفُصام فيجب أيضاً إدخاله إلى مستشفى أو قسم نفسي للعلاج من مرض الفُصام. وكما هو معروف فعلاج مرض الفصام ليس سهلاً، وترك مريض الفصام الذي يُعاني من ضلالات جنون العظمة في الشوارع قد يكون خطراً يُهدد المواطنين الأبرياء أو أهل المريض.
في جميع الحالات التي يكون فيها الشخص يُعاني من مرض جنون العظمة، فيجب عرضه على طبيب نفسي لكي يتأكد من مدى خطورة المرض، وتشخيص السبب لهذا السلوك المرضي والذي قد يكون خطيراً على أشخاص أبرياء.
بالنسبة لمن يصطدم بشخصٍ مثل هؤلاء المرضى بجنون العظمة يجب عليه عدم المُصادمة معه لأن ذلك قد يكون خطراً على الشخص الذي يتعرّض له، خاصةً إذا كان المريض يحمل سلاحاً، أو كان الشخص الذي يتحداه ويصطدم معه وحيداً وليس هناك من يُساعده إذا احتاج للمساعدة من إيذاء هذا المريض.

### العلاج الطبي
العلاج الطبي يستخدم فقط لجعل المريض أكثر استجابة للعلاج النفسي، أي انه يساعدنا على بداية العلاج النفسي ولكنه لا يحل محله.وتستخدم المطمئنات العظمى في علاج البارانويا وأيضا الصدمات الكهربائية كما تستخدم بعض المستشفيات الانسولين المعدل.

### العلاج النفسي
يستخدم لتخفيف حدة قلق المريض وتجديد قدرته على الاتصال مع الآخرين، ومريض الهذاء لا يستجيب للتأثر بالإقناع المنطقي لذا لا يجب أن نضيع الوقت في مناقشات منطقية لديه.ويجب على المعالج ان يكون حريصا في تعامله مع المريض لان المصاب بالبارانويا مثقف موسوعي عدواني تجاه الآخرين والمعالج خصوصا فهو يجر المعالج إلى موضوع يجهله ليثبت قصوره فتزداد مشاعر العظمة لديه.ويستغرق التحليل النفسي لمريض البارانويا وقتا طويلا لان المريض يغرق عادة في
التفاصيل والمواضيع الفرعية إلى ان ينسى الموضوع الاصلي ولا يعود اليه.

### العلاج السلوكي
فيهدف إلى رفض وكف المنظومة الهذائية وتعزيز وتدعيم السلوك التوافقي وهنا يحدث اهتزاز في تماسك الشخصية في بداية العلاج ويستخدم في هذه الحالة بعض الفنيات مثل التعزيز الموجب. ويستخدم في بعض الحالات العلاج بالعمل والعلاج الاجتماعي والعلاج الاسري والعلاج بتعديل البيئة المحيطة كأشكال مساعدة في تطوير شخصية المريض واستمرار تحسنه.